# Laura Palmés
Laura Palmés Bistagne (Barcelona, 1954 - 24 de juny de 2011) fou una periodista i escriptora catalana. En la vida i en el seu treball periodístic, va ser una lluitadora infatigable pels drets humans.
Després de llicenciar-se en Periodisme va treballar al diari Avui. Més tard es va incorporar a Televisió Espanyola on va treballar com a reportera i va destacar en els seus reportatges sobre els assassinats d'Atocha, la guerra del Sahara Occidental i, sobretot, un sobre l'eutanàsia el 1993 —«Eutanàsia: morir per viure»— basat en l'entrevista a Ramón Sampedro, el primer espanyol a sol·licitar legalment la mort assistida.
Laura Palmés, també amb una greu malaltia degenerativa diagnosticada cinc anys abans del reportatge —esclerosi múltiple—, va obtenir amb aquest reportatge el Premi Ciutat de Barcelona el 1994 i, després de demanar-li a Sampedro que deixés constància en uns folis de la seva experiència, va publicar el 1995 la novel·la Darrera les palmeres. Aquests treballs van servir de base del film Mar adentro d'Alejandro Amenábar. Laura Palmés hi inspira el personatge protagonitzat per Belén Rueda.